# Aspidistra bamaensis
Aspidistra bamaensis là một loài thực vật có hoa trong họ Măng tây. Loài này được C.R.Lin, Y.Y.Liang & Yan Liu mô tả khoa học đầu tiên năm 2009.